# Biệt thự Kangdong
Biệt thự Kangdong là biệt thự mùa hè và là biệt thự thứ hai của nhà lãnh đạo Bắc Triều Tiên Kim Jong Un sau biệt thự Ryongsong.

## Địa điểm
Biệt thự này tọa lạc ở khu Kangdong-gun, một quận ngoại thành của Bình Nhưỡng, cách Quảng trường Kim Nhật Thành khoảng 30 km (19 mi) về phía đông bắc. Sông Taedong chỉ cách 1 km (0,62 mi) về phía bắc. Quy mô của toàn bộ khu phức hợp nguyên thủ quốc gia là khoảng 4 km2 (1,5 dặm vuông Anh). Theo cựu vệ sĩ của Kim Jong Il là Lee Young Guk, có ít nhất tám căn biệt thự của lãnh tụ Bắc Triều Tiên nằm bên ngoài thủ đô Bình Nhưỡng.

## Mô tả
Khu phức hợp này được xây dựng vào thập niên 1980 và mở rộng trong thập niên 1990 theo lệnh của Kim Jong Il. Khu phức hợp này bao gồm những công trình của Kim Jong Il, người vợ quá cố là Ko Yong-hui, cô em gái Kim Kyong-hui và người em rể Jang Sung-taek.
Khu vực này chủ yếu được dùng làm nơi cư trú mùa hè, nghỉ lễ hoặc tổ chức tiệc tùng với quan chức thân cận. Khu điền trang này có cả một khu vườn được xây dựng công phu, bao quanh nhiều hồ nước. Có rất nhiều nhà khách và phòng tổ chức tiệc. Toàn bộ khu phức hợp là khu vực an ninh tối đa, có tới hai hàng rào bọc thép vây quanh với các chòi canh gác và trạm kiểm soát. Cựu đầu bếp của Kim Jong Il là Kenji Fujimoto từng làm việc và sinh sống tại một nhà khách bên trong khu phức hợp này và cung cấp một số bức ảnh có niên đại là năm 1989. Phân tích ảnh chụp vệ tinh cho thấy khu vực này đã thay đổi đáng kể kể từ đó và thậm chí sau năm 2006, giới chức trách còn cho xây thêm những công trình mới và một nhà ga đường sắt mới. Những người đào tẩu cho biết là tại Hyangmok-ri, không xa khu biệt thự và Lăng Đàn Quân, nơi sinh của Kim Jong Un đang được xây dựng, dù trên thực tế ông chào đời ở Changsong, Pyongan Bắc.

## Cơ sở
Biệt thự này có nhiều cơ sở giải trí dành cho cư dân và gia đình họ:
- Cơ sở giải trí được trang bị đầy đủ nào là bowling, trung tâm bắn súng và dốc trượt patin[7]
- Chuồng ngựa và đường đua[3]
- Sân bóng đá[14]

Sân bay Kangdong cách đó 4 km (2,5 mi) về phía nam.